# Barre (typographie)
Pour les articles homonymes, voir barre.

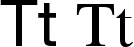
Le t, lettre barrée.

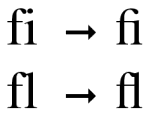
Ligature de la barre du f et du point du i.

La barre ou traverse désigne en typographie un trait horizontal traversant le motif principal de certaines lettres de l'alphabet latin. Les plus courantes sont celles du t ou du f.
Il est possible que la barre se confonde avec le point dans le cas d'une ligature.